# Het diamanten halssnoer
Het diamanten halssnoer is een hoorspel naar het verhaal La parure (1883) van Guy de Maupassant. De AVRO zond het uit (waarschijnlijk in 1985) in een bewerking van Frans Keusters. De regisseur was Hero Muller. Het hoorspel duurde 20 minuten.

## Rolbezetting
- Jacqueline Blom (mevrouw Loisel)
- Hugo Haenen (de heer Loisel)
- Guusje Westerman (mevrouw Forestier)
- Paul van der Lek (de heer Rousset)

## Inhoud
Dit is het verhaal van een noodlottige vergissing. Een mooie jonge vrouw, die een bescheiden bestaan leidt, leent voor een bijzondere gelegenheid van haar rijke vriendin een kostbaar halssnoer. Als ze terugkeert, stelt ze tot haar ontzetting vast, dat ze het verloren heeft. Zonder dat de vriendin het merkt, geeft ze haar een identiek stuk terug, maar voor de schulden die ze daarvoor maakt, moeten haar man en zij hun leven lang zwoegen. Veel later blijkt echter, dat het geleende halssnoer een imitatie was...